# ژان ژوونال دزورسن
ژان ژوونل دزورسین (به فرانسوی: Jean Juvénal des Ursins) مورخ قرن چهاردهم میلادی اهل فرانسه است.